# Динептунат(VI) рубидия
Динептунат(VI) рубидия — неорганическое соединение,
комплексный оксид нептуния и рубидия
с формулой Rb2Np2O7,
кристаллы.

## Физические свойства
Динептунат(VI) рубидия образует кристаллы
гексагональной сингонии,
пространственная группа R 3m,
параметры ячейки a = 0,3990 нм, c = 2,076 нм, Z = 1,5.